# Stor ärgmossa
Stor ärgmossa (Zygodon rupestris) är en bladmossart som beskrevs av W. P. Schimper och Paul Pablo Günther Lorentz 1865. Stor ärgmossa ingår i släktet ärgmossor, och familjen Orthotrichaceae. Arten är reproducerande i Sverige. Inga underarter finns listade i Catalogue of Life.

## Bildgalleri

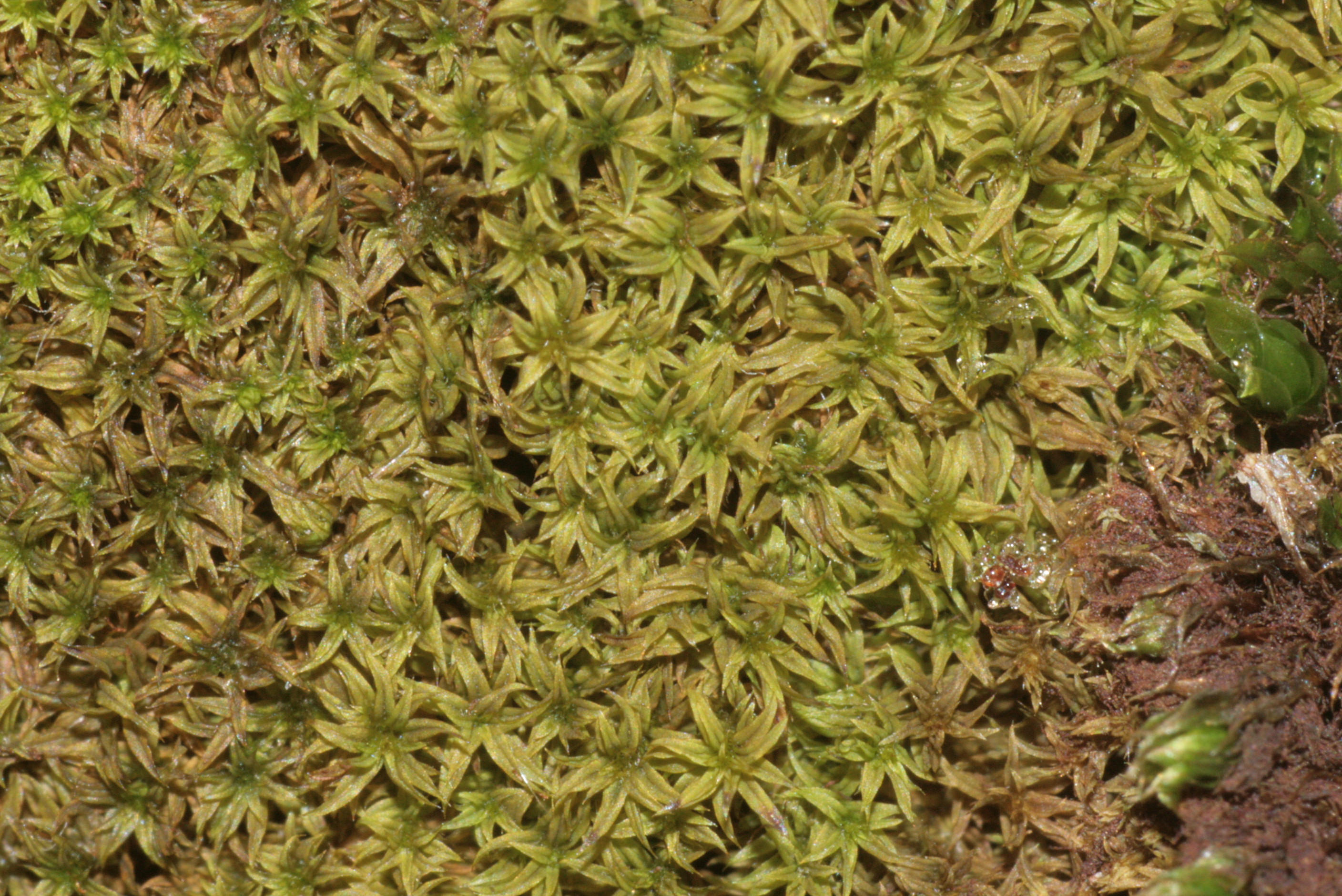
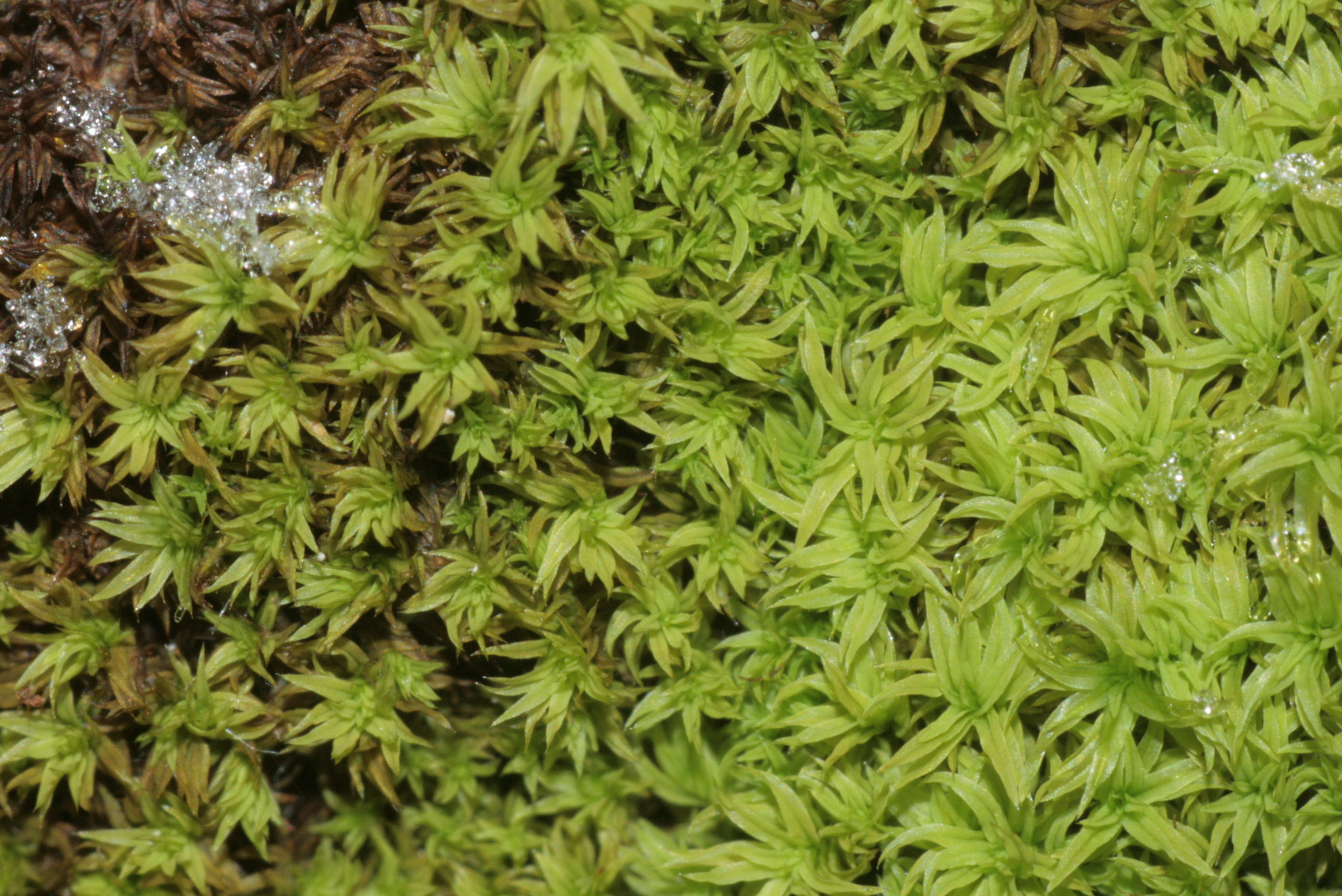
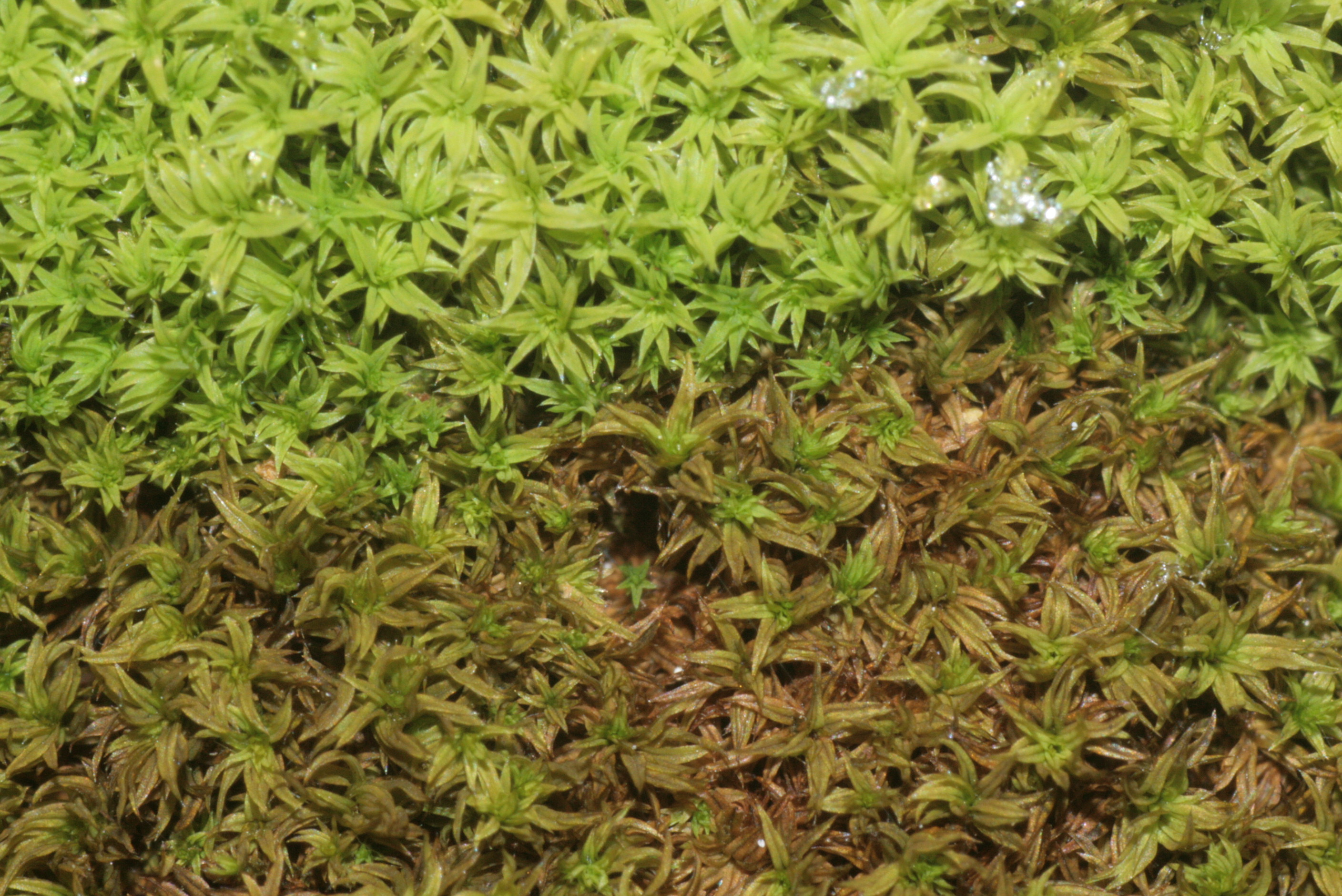
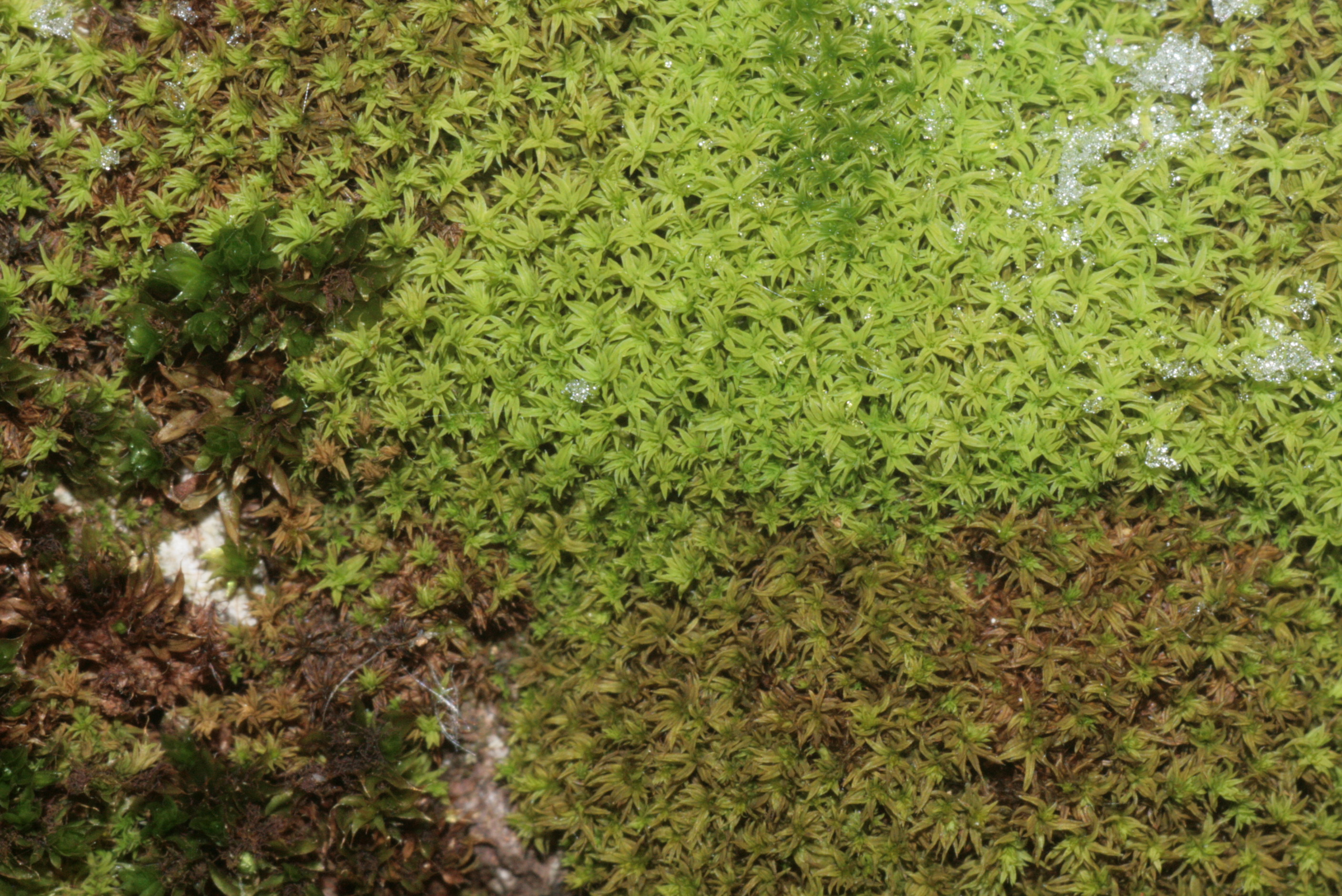